# Radinoderus dorrigensis
Radinoderus dorrigensis är en tvåvingeart som beskrevs av Alexander 1930. Radinoderus dorrigensis ingår i släktet Radinoderus och familjen Tanyderidae. Inga underarter finns listade i Catalogue of Life.